# Maria van Oignies

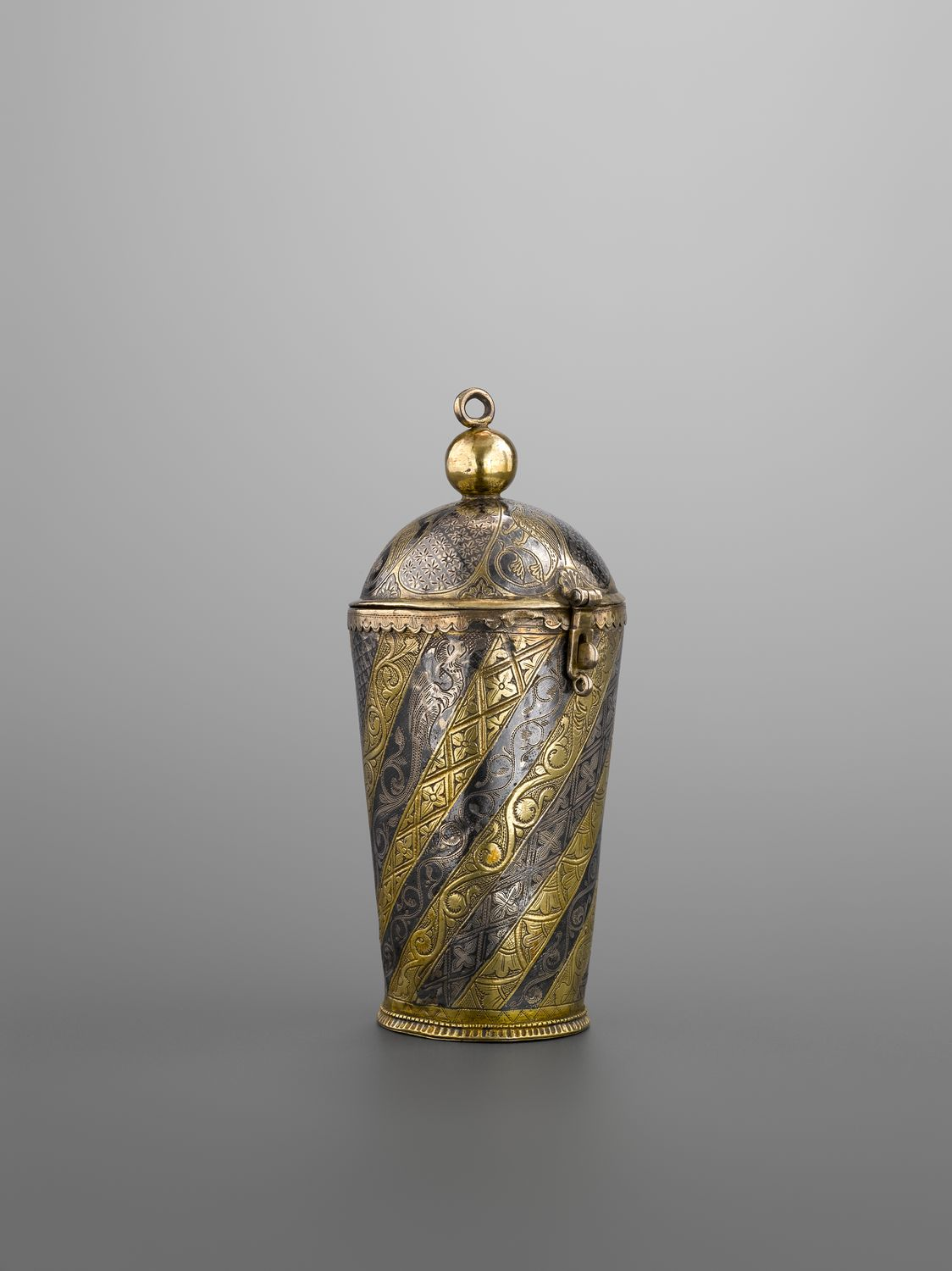
Zogenaamde drinkbeker van Maria van Oignies (1228-1230), deel van de kerkschat van Oignies

De heilige Maria van Oignies of Marie d'Oignies (Nijvel, 1177 - Oignies, 23 juni 1213) was een Brabantse mystica. Zij huwde op 14-jarige leeftijd, maar op haar vraag werd het huwelijk niet geconsummeerd en werd hun huis gebruikt als leprozerie. Zij werd kluizenares en kreeg visioenen. Zij at geen vlees, was volledig in het wit gekleed, deed aan ascese en had stigmata. In 1215 werd haar leven door Jacob van Vitry opgetekend als een van de weinige getuigenissen in de literatuur aangaande het leven van begijnen. Door hun toedoen werd het begijnendom door de Kerk aanvaard, al werd het een eeuw later sterk aan banden gelegd. Maria van Oignies werd aangeroepen bij barensweeën en tegen koorts. Haar feestdag is vastgesteld op 23 juni.

## Leven

### Jeugdjaren in Nijvel
Maria van Oignies werd geboren bij een welstellende burgerfamilie te Nijvel in het hertogdom Brabant. Reeds op jeugdige leeftijd gaf zij tekenen van de diepe wens zich aan het goddelijke te wijden. Men merkte een buitengewone vroomheid en gestrengheid daarbij op. Ze wou ook maagd blijven, maar aanvaardde op haar veertiende toch om te worden uitgehuwelijkt aan Jan van Nijvel, een gegoede burgerman uit de buurt. Beiden leefden enige tijd als koppel samen. Maria betrok haar jonge echtgenoot meteen bij haar ideaal van een religieus leven en kwam met hem overeen het huwelijk niet te consummeren en een leven van religieuze toewijding en armenzorg te leiden dat naar eigen opvatting welgevallig aan God zou zijn. Tot afgrijzen van familie en kennissen namen beiden hun intrek in de leprozerij van Willambroux, een wijk in het zuidwesten van het middeleeuwse Nijvel. Daar brachten ze meerdere jaren in dienst van de zieken door.

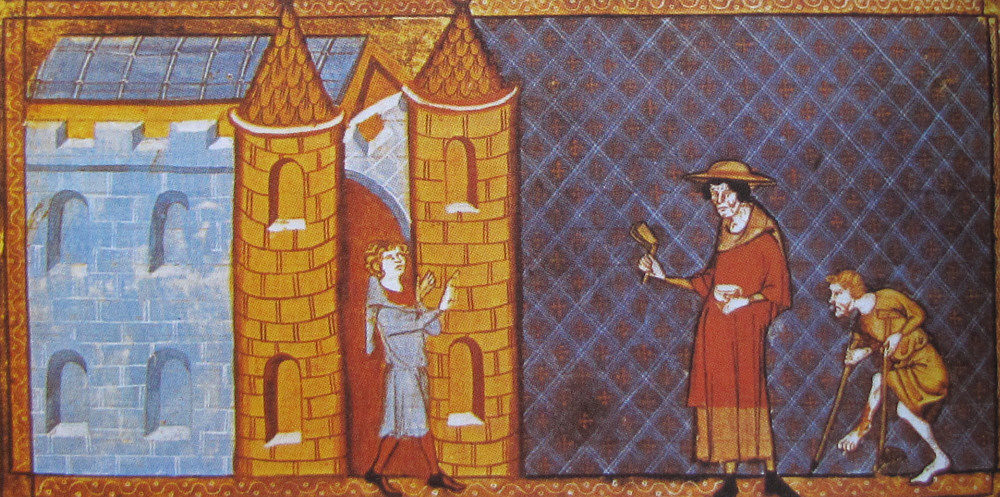
Melaatsen die een aalmoes vragen, naar een manuscript van Vincent de Beauvais (13e eeuw)

Samen verzorgden zij de lepralijders en besteedden een groot deel van hun bezittingen aan hen en aan de armen. Hun huis in Williambroux werd tot leprozerij omgebouwd. De aantrekkingskracht van de stralende persoonlijkheid van Maria en haar goede werken en mystieke ervaringen vergrootten haar aantrekkingskracht en beroemdheid in de wijde omgeving. Men schreef haar mirakels toe, omdat melaatsen genazen.

### Teruggetrokken leven in Oignies

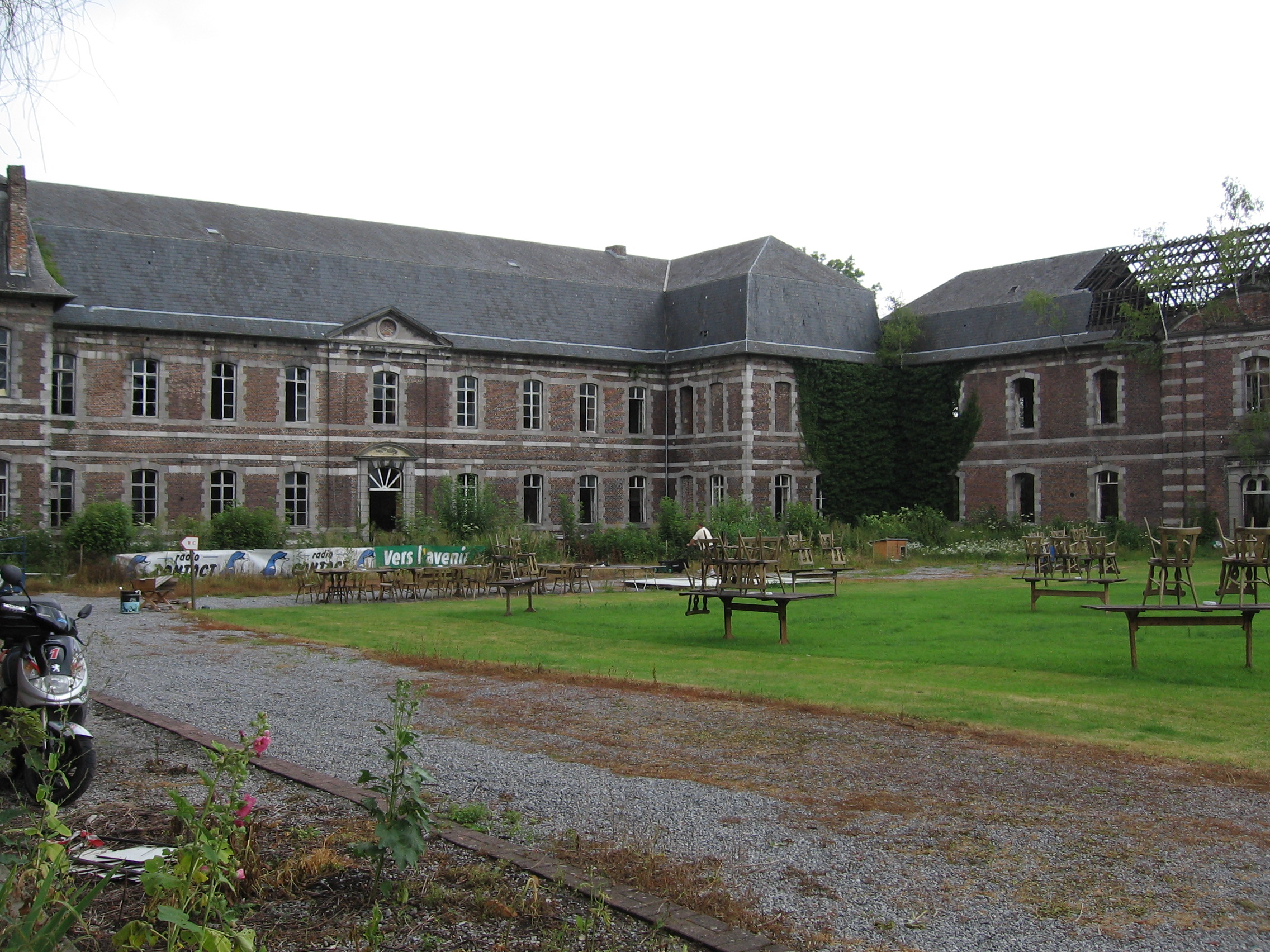
Binnenkoer van de oude priorij in Oignies

Toen het aantal bezoekende pelgrims en noodlijdenden erg groot werd, was zij op zeker moment toe aan een leven in afzondering en onthechting en wenste te 'verdwijnen'. In 1207 besloot zij zich definitief terug te trekken om een leven als kluizenares te kunnen leiden in een cel nabij de priorij van Oignies, een dorp in de huidige gemeente Aiseau-Presles in de buurt van Charleroi. Aanvankelijk sloot ze zich aan bij een kleine gemeenschap van religieuze begijnen in de nabijheid.
Haar reputatie van heilige en spirituele wijsheid nam verder toe, zodat men haar van heinde en ver kwam opzoeken.

### Kennismaking met Jacob van Vitry
Zij oefende ook een grote invloed uit op Jacob van Vitry, de latere kardinaal die als theologiestudent in Parijs vertoefde en haar rond 1208 voor het eerst als biechtvader ontmoette. Zijn bewondering voor haar was dermate dat hij een briljante carrière in Parijs de rug toekeerde en zich in Oignies vestigde om er behalve haar officiële biechtvader ook haar discipel te worden. De bewondering en aantrekkingskracht van beide persoonlijkheden was wederzijds en hij zou tot aan haar dood in Oignies blijven.
Aangezien zij als vrouw geen toestemming had om te prediken, overtuigde zij hem om in de kerk niet alleen de mis op te dragen maar ook door prediking de gemeenschap daar tot het goddelijke woord terug te voeren. Hij bracht in zijn preken aan het publiek wat zij hem in hun spirituele ontmoetingen onthulde.
Zij wenste niet in een kloosterorde te treden met vaste regels maar verkoos een vrije vorm van devoot leven gepaard aan streng ascetisme en handenarbeid. In de ontwikkeling van haar mystieke gave kreeg zij visioenen van God, kwam in extase en weende overvloedig bij meditatie over het lijden van Christus. Zo zag zij het Heilig Sacrament, de H. Johannes (evangelist) en haar engelbewaarder. Zij at geen vlees, kleedde zich in het wit en kastijdde haar lichaam met ontberingen. Hij bleef haar opzoeken tot aan haar dood in 1213.

## Publicatie van haar hagiografie
In 1215 werd haar leven door Jacob van Vitry opgetekend. De hagiografie is een van de weinige getuigenissen in de literatuur aangaande het leven van begijnen. Jacob van Vitry was niet alleen een toegewijd discipel, maar ook een excellent schrijver. Op verzoek van Foulques, de bisschop van Toulouse, die op zijn beurt de heilige bezocht, stelde de schrijver onder de titel Vie de Marie d’Oignies haar hagiografie samen. Dit werk is praktisch de enige bron van enige waarde over deze heilige. Zij betekende voor de auteur slechts een van de vele heilige voorbeelden van spiritueel leven die het bisdom Luik telde. Hij noemde het gebied wat dat betrof in een schrijven aan Foulques het "Beloofde Land".
Dankzij zijn verslag volgde pauselijke toestemming voor het invoeren en oprichten van begijnhoven, al zouden deze in 1311 door het concilie van Vienne sterk aan banden worden gelegd, terwijl begijnen ook reeds als heks op de brandstapel werden omgebracht.
Maria van Oignies is door de Kerk zalig verklaard, haar feestdag valt op 23 juni.